# Felipe Ferreira
Felipe de Figueiredo Ferreira (Brasilia, 25 aprile 1994) è un calciatore brasiliano, centrocampista del Retrô.

## Caratteristiche tecniche
È un trequartista.

## Carriera
Ha esordito in Série A il 5 ottobre 2019 disputando con il Vasco da Gama l'incontro perso 1-0 contro il Santos.

## Palmarès

### Competizioni statali
- Copa Paulista: 1

Ferroviária: 2017

### Competizioni nazionali
- Campeonato Brasileiro Série B: 1

Botafogo: 2021